# Ланцюгова реакція
Ланцюго́ва реа́кція — хімічна або ядерна реакція, в якій поява проміжної активної частинки (радикала, атома або збудженої молекули — у хімічних, нейтрона — у ядерних процесах) викликає велику кількість (ланцюг) перетворень початкових молекул або ядер внаслідок регенерації активної частинки в кожному елементарному акті реакції (у кожній ланці).

## Хімія
Проста ланцюгова реакція — ланцюгова реакція, яка проходить без розгалуження ланцюга реакції, тобто в усіх елементарних реакціях росту ланцюга з однієї активної частинки утворюється лише одна інша активна частинка.
У вивчених нерозгалужених хімічних ланцюгових реакціях активні центри — вільні атоми й радикали, здатні легко, з малою енергією активації реагувати з початковими молекулами, утворюючи поряд з молекулою продукту також новий активний центр. У розгалужених хімічних ланцюгових реакціях як активні центри можуть виступати також збуджені молекули, а у так званих вироджено-розгалужених реакціях (див. нижче) — також нестабільні молекули проміжних речовин.
Хімічні процеси з нерозгалуженими ланцюгами можна розглянути на прикладі фотохімічної реакції між воднем і хлором. У цій ланцюговій реакції молекула хлору, поглинаючи квант світла, розпадається на два атоми. Кожний з атомів хлору, що утворилися, починає ланцюг хімічних перетворень; у цьому ланцюзі атоми хлору й водню виступають як активні частинки.
Cl2 → 2Cl•
Cl• + H2 → HCl + H•
H•+ Cl2 → HCl + Cl•
Довжина ланцюга може бути дуже велика — число повторюваних елементарних реакцій продовження ланцюга на один зароджений активний центр може досягати десятків і сотень тисяч. Обрив ланцюгів відбувається в результаті рекомбінації атомів в об'ємі реактора, захоплення атомів його стінкою з наступною рекомбінацією на стінці, утворення неактивного радикала при реакції активних центрів з молекулами завжди присутніх домішок [наприклад, при реакції між атомарним воднем і молекулами кисню (домішками) з утворенням радикала HO2: цей радикал в умовах не дуже високих температур не реагує з вихідними молекулами].
Таким чином, реакція перебігає стадійно:
{\displaystyle \mathrm {Cl_{2}\rightarrow \mathrm {2Cl} \quad \quad {\text{Ініціювання}}} }
{\displaystyle {\begin{cases}\mathrm {Cl+H_{2}\rightarrow HCl+H} \\\mathrm {H+Cl_{2}\rightarrow HCl+Cl} \end{cases}}\quad \quad {\text{Каскад}}}
{\displaystyle {\begin{cases}\mathrm {2Cl+M\rightarrow Cl_{2}+M} \\\mathrm {2H+M\rightarrow H_{2}+M} \end{cases}}\quad \quad {\text{Завершення останнього циклу}}}
Ініціювання породжує певну кількість циклів {\displaystyle \varphi ^{t}:X\times T\rightarrow X,}  де {\displaystyle \mathrm {card} (\varphi ^{t})} - потужність каскаду, або довжина ланцюга:
{\displaystyle \mathrm {Cl\,{\overset {H_{2}}{\rightarrow }}\,H\,{\overset {Cl_{2}}{\rightarrow }}\,Cl\,{\overset {H_{2}}{\rightarrow }}\,H\,{\overset {Cl_{2}}{\rightarrow }}Cl\rightarrow } }
Подібні каскади мають скінченну довжину, оскільки відбуваються процеси, які приводять до зв'язування (знищення атомів {\displaystyle \mathrm {H,\,Cl} }), як наслідок, ланцюг обривається. Ці процеси не потребують порогової енергії для ініціювання, однак для їх перебігу потрібна присутність третьої частинки {\displaystyle M} у момент зіткнення, яка б відбирала надлишкову енергію. Потрійні зіткнення за розрідженості не є частими; із підвиженням тиску їх кількість зростає, а значить зростає і ймовірність обриву ланцюга. Процеси обриву легше відбуваються на стінках посудини, де енергія, яка виділяється, може передаватися стінці. Ефективність цього процесу залежить від числа ступенів вільності твердого тіла. 

## Ядерна фізика
1939 року було з'ясовано, що ланцюгові реакції виникають під час поділу ядра, зумовленому нейтроном. Такий поділ відбувається з вивільненням кількох, здебільшого 2—3 нейтронів, які, у свою чергу, можуть ініціювати поділ інших ядер. Імовірність захоплення ядром нейтронів залежить від їхньої швидкості, тому для підтримання ланцюгової реакції вивільнені нейтрони необхідно сповільнювати.
Оскільки частина нейтронів, утворених під час поділу, втрачається, поглинаючись без поділу іншими ядрами або вилітаючи за межі реактора, ланцюгову реакцію характеризують ефективним коефіцієнтом розмноження {\displaystyle k} — кількістю новостворених нейтронів під час одиничного акту поділу, які, у свою чергу, викликають поділ інших ядер. Якщо ефективний коефіцієнт розмноження більший за одиницю, то число актів поділу збільшується, реакція розганяється, вивільняючи дедалі більше енергії й може завершитися вибухом. Така реакція називається надкритичною, вона застосовується в ядерній зброї. Якщо {\displaystyle k} менший від одиниці, реакція згасає з часом. Такий режим називається підкритичним. Для {\displaystyle k}= 1 перебіг реакції залишається незмінним. Саме такий критичний режим застосовується в ядерних реакторах.
Залежність кількості актів ділення від часу виражається формулою {\displaystyle N=N_{0}\exp[(k-1)T/\tau ],} {\displaystyle N} - повне число актів ділення, які здійснюються за час {\displaystyle T} від початку реакції, {\displaystyle N_{0}} - число ядер, які зазнали ділення у першому поколінні, {\displaystyle k} - коефіцієнт розмноження, {\displaystyle \tau } - середній час між послідовними актами ділення (складає близько {\displaystyle 10^{-8}}). 
Ефект ділення урану: 
{\displaystyle \sigma _{U}={\frac {n_{U}}{n_{B}}}\cdot {\frac {A_{B}}{A_{U}}}\cdot \sigma _{B},}
{\displaystyle \sigma _{U}} - перетин урану, {\displaystyle n_{U}} - число актів ділення урану, {\displaystyle n_{B}} - чисельність α-частинок за дезінтеграції бору, {\displaystyle A_{B}} - число атомів бору, {\displaystyle A_{U}} число атомів урану, {\displaystyle \sigma _{[B]}} - перетин дезінтеграції бору, {\displaystyle 500\cdot 10^{-24}} см2. Перетин ділення урану на повільних нейтронах приблизно дорівнює {\displaystyle \sigma _{U}=4,7\cdot 10^{-24}} см2 (за точності {\displaystyle \approx 10\%}).